# 岡原昌男
岡原 昌男（おかはら まさお、1909年〈明治42年〉4月1日 - 1994年〈平成6年〉7月14日）は、日本の検察官、裁判官。第8代最高裁判所長官を務めた。

## 人物
岩手県胆沢郡水沢町（水沢市を経て、現在の奥州市）生まれ。長官としての任期は1年7か月とショートリリーフであったことは、衆目の認めるところであったが、大阪空港訴訟、ロッキード事件の嘱託尋問調書をめぐり、重要な役割を果たした。1979年4月29日、勲一等旭日大綬章受章。好きな言葉は「則天去私」（夏目漱石の言葉。小さい自分の心を超越して、宇宙の大きな道に従うこと）。

## 略歴
- 小学校を5年、中学も4年とそれぞれ1年ずつ飛び級で、仙台二中から旧制第二高等学校に入学。同高も2年で、東京帝国大学法学部英法科に入学。在学中に高等試験司法科に合格。20歳で司法官試補。
- 検事として、函館、浜松、千葉に赴任。
- 司法省刑事課長、人事課長、会計課長を歴任。
- 戦前の検察エリートとして、公安検察に属していたが、思想課長など露骨なポストについていなかったために、公職追放を免れる。
- 1954年法務省刑事局長から千葉地方検察庁検事正に左遷。その後、東京高等検察庁次席検事。
- 1960年 京都地方検察庁検事正に異例の5年間在籍。3年目のときに、検察首脳が居並ぶ検事正会議の席上、「京洛の巷にさまようこと3年・・・」と痛烈な発言をしたが、反応はなく、札幌高等検察庁検事長、福岡高等検察庁検事長、大阪高等検察庁検事長と栄進はしたが、地方ばかりを歩まされる。こうした人事の背景には、当時、検察内部を二分した派閥抗争であると言われる。戦前の思想検察を代表する塩野閥の系譜につながる岸本義広の派閥と、刑事検察の小原閥の系譜を継ぐ馬場義続の派閥争いが激化し、岸本は検事総長一歩手前の東京高検検事長になりながらも、検事総長にはなれずに退官し、衆議院議員となる（この時の選挙違反事件が摘発されるが激烈を極めたと言われる）。岡原は、この岸本派に繋がるとされたため、人事では中枢を歩めず、大阪高検検事長として検察官人生を終えることとなる。
- 1970年10月20日 大阪高等検察庁検事長のときに、最高裁判所長官の石田和外から、最高裁判所判事就任依頼の電話を受ける。石田は最高裁判所人事課長のときに岡原が司法省人事課長であったころから、旧知の間柄であった。
- 1970年10月28日 最高裁判所判事に就任。このときに、「私は検察の利益代表ではありません」と述べる[1]。
- 1977年8月26日 弁護士出身の藤林益三長官の後を受けて、第8代最高裁判所長官に就任。
- 1979年4月2日 退官。後任の最高裁判所長官は、裁判官出身の服部高顯。

## エピソード
岡原が最高裁入りする少し前の八幡製鉄事件で政治献金を合法とした最高裁判所大法廷判決については、「企業献金は法律的には理屈が通らない。（政治家に）数千万円、数億円も入ってくるなんて悪だ。あり得べからざることだ。当時あれほど企業献金が行き渡っていては最高裁は違憲違法とは言えなかった。あれは『助けた判決』と言うんだ」と言った。
最高裁長官のあいさつとして、「座右の銘は『則天去私』。私心を捨て道に合った姿を求めていきたい」と話した。最高裁長官としての1978年5月の憲法記念日の記者会見では「弁護人抜き裁判法案は必要。裁判所の努力にも限界がある。法廷で問題を起こす弁護士はばっさり（懲戒処分を）やればいい」と発言し、波紋を投げかけた。日弁連が強く反発したが、後に法案は日弁連が裁判審理促進に協力することで廃案となった。
大阪空港訴訟は当初は第一小法廷で判決を出す予定だったが、岡原長官が大法廷での審理することを第一小法廷の裁判長である岸上康夫に告げたことがきっかけで、大法廷で回付されて大法廷で判決が出ることになった（最高裁大法廷で評議・判決をしたのは服部高顯長官時代）。
最高裁長官退官後に1983年のロッキード事件の田中角栄被告の一審有罪判決について「判決確定までの無罪推定論は、一審判決の重みを理解しないもの。上級審で逆転無罪になる判決は殆どない」と述べた。